# Hải Long, Hải Hậu
Hải Long là một xã thuộc huyện Hải Hậu, tỉnh Nam Định, Việt Nam.
Xã Hải Long có diện tích 5,89 km², dân số năm 2022 là 8.204 người, mật độ dân số đạt 1.392 người/km².